# Stingrocka (djur)
För andra betydelser, se Stingrocka.
Stingrocka (Dasyatis akajei) är en rockeart som först beskrevs av Müller och Henle 1841.  Stingrocka ingår i släktet Dasyatis och familjen spjutrockor. Inga underarter finns listade i Catalogue of Life.
IUCN listar arten i släktet Hemitrygon.
Arten förekommer i västra Stilla havet från Japan och sydöstra Ryssland över Koreahalvön till östra Kina och Taiwan. Den dyker till ett djup av 100 meter. Stingrocka vistas ibland i laguner med bräckt vatten. Exemplaren når en längd av 90 cm. Könsmognaden infaller för honor vid en längd av 50 cm och för hannar vid 32 cm. Honor lägger inga ägg utan föder 7 till 25 levande ungar. Ungarna är vid födelsen cirka 11 cm långa. Den liknande arten Neotrygon kuhlii blir könsmogen vid en ålder av 6,5 år och den kan leva 17 år.
Stingrocka fiskas som matfisk. Några exemplar hamnar som bifångst i fiskenät. Populationen minskar lite. IUCN kategoriserar arten globalt som nära hotad.